# Llac de la Bernatuara
El llac de la Bernatuara (aragonès: Ibón de ra Vernatuara, castellà: Ibón de Bernatuara, francès: Lac de la Bernatoire) és un llac pirinenc situat al municipi de Torla-Ordesa, a la comarca del Sobrarb (Aragó).
Es troba a la vall de Bujaruelo, entre el pic de la Bernatuara (2.516 m) i la punta Sandaruelo o pic de Gabiet (2.717 m), molt a prop del port de la Bernatuara (2.336 m). Té una superfície d'1,8 hectàrees i una altitud de 2.334 metres.
Des de França, s'hi pot arribar des del municipi de Gavarnia, passant pel port de Bujaruelo (Gavarnie en francès), o bé per la vall d'Ossoue, a través de la petita vall de la Canau. Des de l'Aragó, se sol sortir del refugi de Bujaruelo i, passant pel barranc de Lapazosa, s'arriba al refugi de la plana de Sandaruelo. Des d'aquí, i havent cobert un descens considerable, s'ateny el llac.

## Toponímia
L'orònim Vernatuara presenta la terminació -tuara, de l'aragonès arcaic preliterari, que prové del sufix llatí -tōriu, com -dero o -dor. Es pot relacionar amb el verb llatí vernare ("reverdir") a través de la forma sufixada vernatoria, de la mateixa família que "vernació".

## El pic
El pic de la Bernatuara té 2.516 metres d'altura i està situat entre els municipis de Torla-Ordesa (Aragó) i Gavarnia (Occitània). Des del cim, mirant cap al llac, veiem el port a mà esquerra i, darrere del llac, la punta de Sandaruelo. A l'esquerra del port queda la vall de la Canau i, a la dreta del llac, la vall de Bujaruelo.

## El port
El port de la Bernatuara, de 2.336 metres, fa de frontera entre l'Aragó i França. Se situa a uns 150 metres del llac de la Bernatuara, entre el pic del mateix nom i la punta Sandaruelo. Mirant cap al pic de la Bernatuara, el llac queda a mà esquerra i, a mà dreta, la vall de la Canau.
Tradicionalment, el port ha estat un lloc de pas entre Espanya i França. Així ho indica un cartell de la UNESCO, amb la frase «Lieu de passage historique Franco-Espagnol», és a dir, «Lloc de pas històric francoespanyol».